# Domaine de la Romanée-Conti

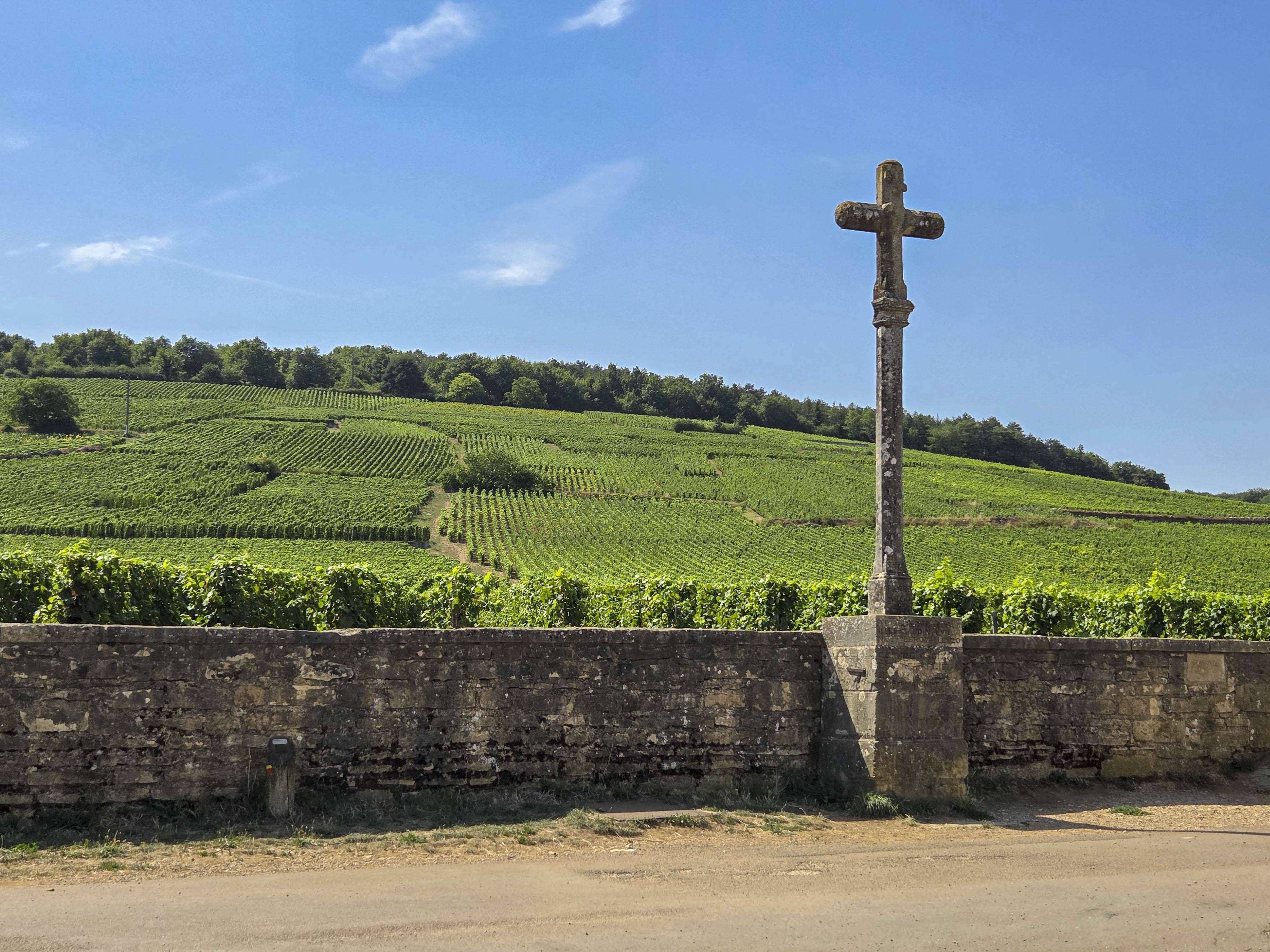
Das steinerne Wegkreuz behütet die Pinot-noir-Reben in der Monopollage Romanée-Conti. Sie lieh dem Weingut ihren Namen.

Die Domaine de la Romanée-Conti (DRC) wird als berühmtestes Weingut in Burgund und eines der besten Weingüter der Erde betrachtet. Es befindet sich in der französischen Weinbaugemeinde Vosne-Romanée im Weinbaugebiet Côte d’Or nördlich des Ortes Nuits-Saint-Georges.
Der Name leitet sich von der Grand-Cru-Lage Romanée-Conti her, die sich als Monopollage im Alleinbesitz der DRC befindet. Sie liegt hangabwärts der benachbarten Monopollage La Romanée und grenzt außerdem an die Grand-Cru-Lagen Richebourg und Romanée-Saint-Vivant, deren Besitz sich mehrere Weingüter teilen. Gleiches gilt auch für die Grand-Cru-Lage La Tâche.
Das Weingut besitzt zudem Anteile anderer Grand Crus in Vosne-Romanée: Échezeaux, Grand Échezeaux, Romanée-Saint-Vivant, und Richebourg. Außerdem wird ein kleiner Anteil weißen Burgunders der Rebsorte Chardonnay aus der Grand-Cru-Lage Le Montrachet hergestellt.
Früher erzeugte man den Wein Les Gaudichots aus einem Weingarten, der später als Teil der Lage La Tâche neu klassifiziert wurde. Drei kleine Restparzellen von Les Gaudichots sind derzeit als Premier-Cru-Lagen klassifiziert, eine vierte Parzelle als Village-Lage.

## Geschichte und Eigentümer

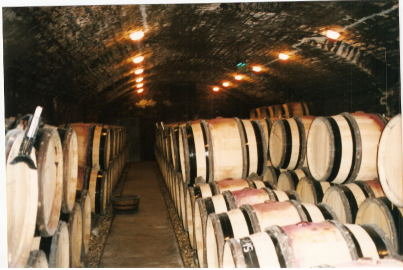
Im Gewölbekeller unter der Domaine reift kostbarer Wein.

Mitte des 13. Jahrhunderts legten Benediktiner-Mönche die ersten Weinberge an und nannten diese „Le Cloux des Cinq Journaux“. Bis 1584 war das Weingut in Besitz der römisch-katholischen Kirche. Nach dem Verkauf wechselte es mehrmals den Besitzer. 1760 ging das Gut an den Prinzen von Conti über. Den Namen „Romanée-Conti“ erhielt es 1794 nach der Enteignung während der französischen Revolution.
Ende des 19. Jahrhunderts erbte die Familie de Villaine das Weingut. Diese verkaufte 1942 die Hälfte an die befreundete Familie Leroy. Seither teilen sich die zwei Familien den Besitz. Zwischen 1974 und 1991 war auch die Winzerin Lalou Bize-Leroy für die Domaine tätig. Sie gründete nach ihrem Ausscheiden das inzwischen ebenfalls berühmt gewordene Weingut Domaine Leroy.
Aubert de Villaine steht seit 1974 an der Spitze des Weinguts. Im Juni 2009 präsentierte der 70-jährige Aubert seinen Neffen Bertrand de Villaine als seinen künftigen Nachfolger. Bertrand de Villaine stand davor einigen Optikergeschäften in Dijon und Chalon-sur-Saône vor.

## Lagen

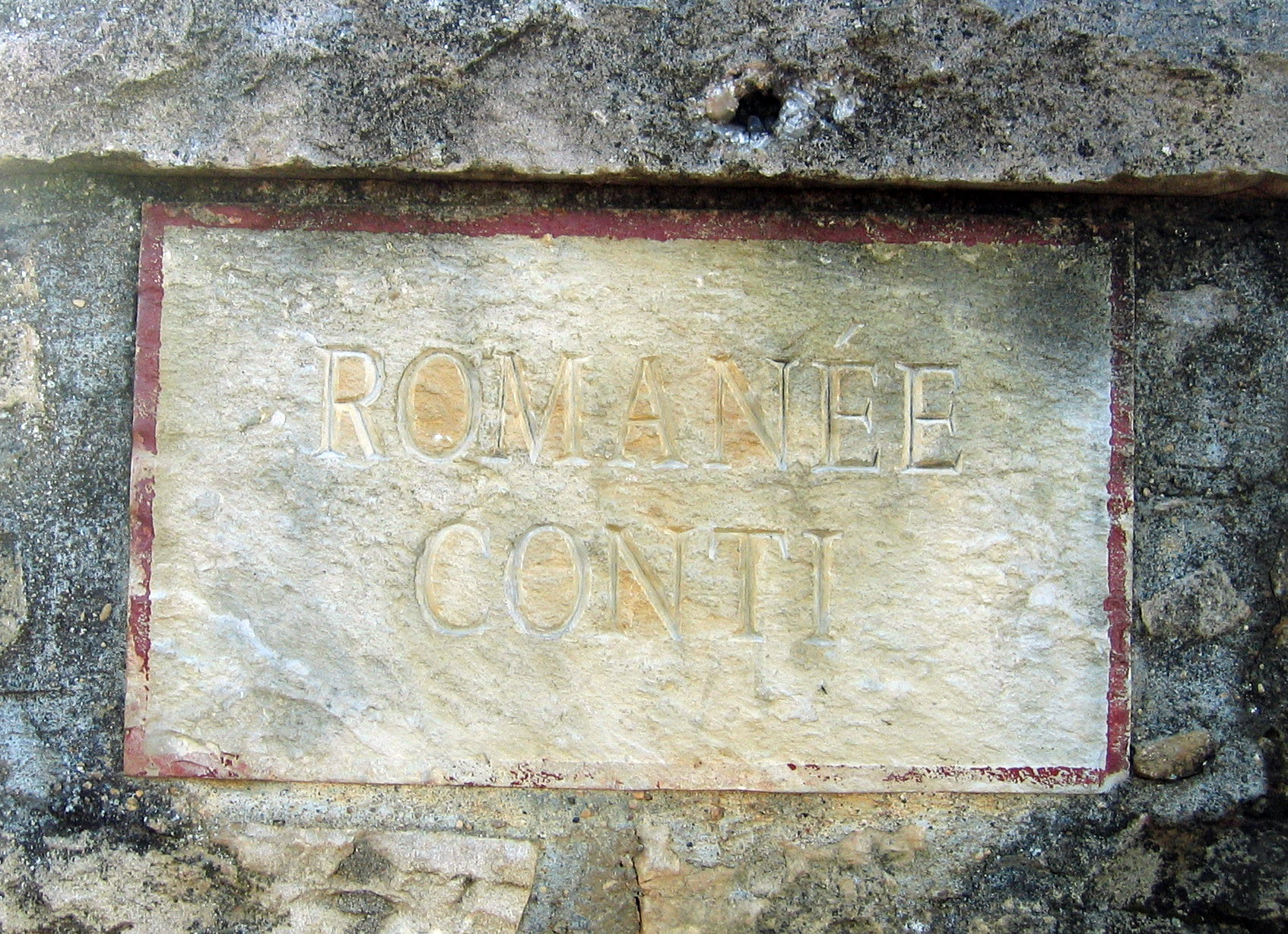
Steintafel in der Weinbergsmauer von Romanée Conti

Der Besitz verteilt sich auf insgesamt 25,53 Hektar. 
Zur Domaine gehören die besten Grand-Cru-Lagen in der Gemeinde Vosne-Romanée: 
- die namensgebende Monopollage Romanée-Conti (1,81 Hektar),
- die weitere Monopollage La Tâche (6,06 Hektar),
- Richebourg (3,51 Hektar),
- Romanée-Saint-Vivant (5,29 Hektar),
- sowie die Lagen Échezeaux (4,67 Hektar) und
- Grand Échezeaux (3,53 Hektar) in der Gemeinde Flagey-Echézeaux.

An der berühmten Weißweinlage Le Montrachet Grand Cru hat die Domaine einen Anteil von 0,68 Hektar. 0,13 ha der Lage Bâtard-Montrachet wird als Fassware verkauft. Nach dem Tod von Prince Florent de Mérode im Jahr 2008 erwarb DRC folgende Rebflächen: 0,57 ha Corton – Le Clos de Roi, 1,19 ha Corton – Les Bressandes sowie 0,51 ha Corton – Les Renardes.
Es gibt einen einzigen Wein, der nicht als Grand Cru deklariert wird, allerdings ist er selbst Weinkennern kaum bekannt: der Vosne-Romanée Premier Cru Cuvée Duvault-Blochet. Er wurde bisher nur in den Jahrgängen 1999, 2002 und 2004 produziert und wird aus den roten Trauben junger Reben produziert, die aus Grand-Cru-Lagen des Guts stammen. Lediglich das Weingut Bonneau du Martray ist in dieser Sicht konsequenter und arbeitet ausschließlich mit Lesegut aus Grand-Cru-Lagen.
Die Grand-Cru-Lage La Romanée zählt hingegen nicht zum Besitz der Domaine, sondern gehört als Monopollage der Familie Comte Liger-Belair, wohnhaft im Château de Vosne-Romanée, für die derzeit der junge Louis-Michel Liger-Belair tätig ist.

## Weinherstellung

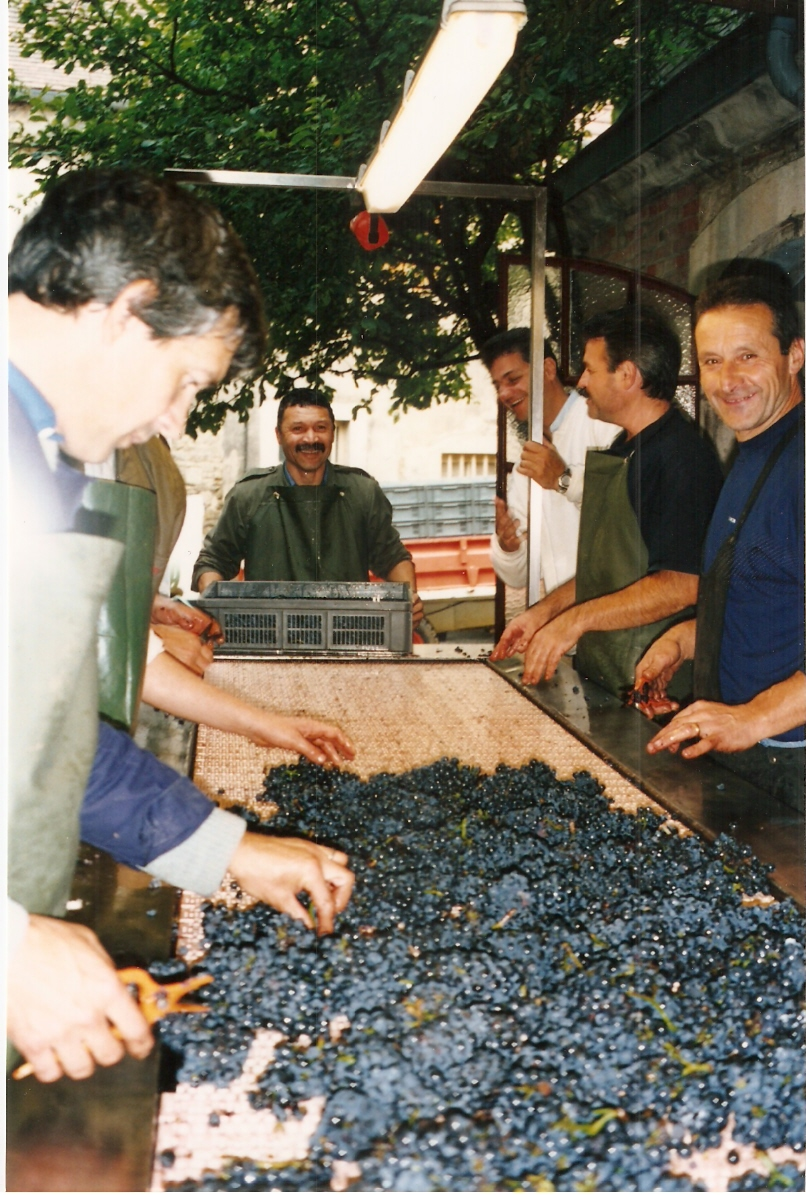
Vorselektion des Leseguts vor der Weiterverarbeitung

Produziert werden auf der Domaine in jedem Jahr etwa 7.500 Kisten Wein. Der Rotwein wird sortenrein aus Pinot noir bereitet. Für eine Flasche DRC-Wein werden die Trauben von etwa drei Rebstöcken benötigt.
Die Qualität der Weine der DRC entsteht aus dem hohen Alter der Rebstöcke, sehr hoher Pflanzdichte mit 10.000 Stöcken/ha, rigoroser Grünernte im Sommer, Selektion und strenger Kontrolle des Lesegutes. Der Ertrag des Gutes beträgt durchschnittlich nur 25 Hektoliter pro Hektar, weit unterhalb der gesetzlich festgelegten 35 Hektoliter pro Hektar. Alle Weinbergsflächen werden nach biodynamischen Grundsätzen bewirtschaftet.
Die Gärung findet in offenen alten Holzbottichen (Cuves) statt. Der Romanee-Conti wird ausschließlich in der Cuve Nr. 17, einem Bottich aus dem Jahr 1862 vergoren, da Versuche mit Edelstahltanks keine qualitativen Verbesserungen erzielt hatten. Seit 1975 wird jeder Jahrgang ausschließlich in neuen 228-Liter-Fässern (Pièces) aus feinporiger Tronçais-Eiche ausgebaut. Das Fass-Holz beschafft sich die Domaine aus den Wäldern des Tronçais selbst und lässt die Fässer in der Küferei nach speziellen Vorgaben anfertigen. Die Weine werden unfiltriert abgefüllt. Beste Jahrgänge erfordern aufgrund ihrer strukturellen Dichte und Kompaktheit jahrzehntelange Lagerung.
Die Weine der Domaine zählen als limitierte Sammler- und Investmentobjekte zu den gesuchtesten und teuersten der Welt. Am begehrtesten sind vor allem der Rotwein Romanée-Conti und der Weißwein Montrachet. Alle Weine der Domaine werden ausschließlich in Kisten mit 6 oder 12 Flaschen abgegeben, wobei insbesondere die Weine Romanee-Conti und Montrachet zugeteilt werden. Es sind auch Fälschungen im Umlauf.